# Smokva (sura)
Smokva (arabsko At-Tin) je 95. sura (poglavje) v Koranu, ki jo sestavlja 8 ajatov (verzov). Je meška sura.
Med opravljanjem molitve (salata oz. namaza) pri tej suri verniki opravijo 1 ruku' (priklon).